# Lista di asteroidi (590001-591000)
Di seguito una lista di asteroidi dal numero 590001 al 591000 con data di scoperta e scopritore.

## 590001-590100
| Nome     | Designazione provvisoria | Data di scoperta  | Scopritore              |
| -------- | ------------------------ | ----------------- | ----------------------- |
| 590001 - | 2011 BR45                | 23 agosto 2004    | Spacewatch              |
| 590002 - | 2011 BO47                | 31 gennaio 2011   | Kuli, Z., Sarneczky, K. |
| 590003 - | 2011 BX58                | 30 gennaio 2011   | Mount Lemmon Survey     |
| 590004 - | 2011 BY61                | 15 aprile 2008    | Spacewatch              |
| 590005 - | 2011 BR63                | 16 marzo 2007     | Spacewatch              |
| 590006 - | 2011 BL64                | 30 agosto 2005    | NEAT                    |
| 590007 - | 2011 BZ69                | 29 agosto 2009    | Spacewatch              |
| 590008 - | 2011 BV83                | 30 gennaio 2011   | Elenin, L.              |
| 590009 - | 2011 BQ84                | 15 novembre 2010  | Mount Lemmon Survey     |
| 590010 - | 2011 BC97                | 16 gennaio 2011   | Mount Lemmon Survey     |
| 590011 - | 2011 BG117               | 10 gennaio 2007   | Spacewatch              |
| 590012 - | 2011 BG123               | 7 febbraio 2011   | Mount Lemmon Survey     |
| 590013 - | 2011 BY129               | 6 agosto 2005     | NEAT                    |
| 590014 - | 2011 BF142               | 23 febbraio 2003  | Spacewatch              |
| 590015 - | 2011 BG149               | 29 marzo 2008     | Spacewatch              |
| 590016 - | 2011 BQ157               | 25 settembre 2009 | Mount Lemmon Survey     |
| 590017 - | 2011 BL163               | 27 gennaio 2007   | Mount Lemmon Survey     |
| 590018 - | 2011 BC168               | 26 febbraio 2007  | Mount Lemmon Survey     |
| 590019 - | 2011 BQ185               | 2 gennaio 2017    | Pan-STARRS 1            |
| 590020 - | 2011 BU185               | 12 aprile 2016    | Pan-STARRS 1            |
| 590021 - | 2011 BZ187               | 21 dicembre 2015  | Mount Lemmon Survey     |
| 590022 - | 2011 BP188               | 27 marzo 2012     | Mount Lemmon Survey     |
| 590023 - | 2011 BC195               | 23 gennaio 2011   | Mount Lemmon Survey     |
| 590024 - | 2011 BU197               | 26 gennaio 2011   | Mount Lemmon Survey     |
| 590025 - | 2011 BU201               | 23 gennaio 2011   | Mount Lemmon Survey     |
| 590026 - | 2011 BZ202               | 29 gennaio 2011   | Spacewatch              |
| 590027 - | 2011 CA21                | 23 febbraio 2007  | Mount Lemmon Survey     |
| 590028 - | 2011 CY22                | 22 febbraio 2007  | Spacewatch              |
| 590029 - | 2011 CW57                | 8 febbraio 2011   | Mount Lemmon Survey     |
| 590030 - | 2011 CR74                | 13 febbraio 2011  | Mount Lemmon Survey     |
| 590031 - | 2011 CY96                | 5 febbraio 2011   | Pan-STARRS 1            |
| 590032 - | 2011 CE99                | 8 marzo 2005      | Mount Lemmon Survey     |
| 590033 - | 2011 CU114               | 10 febbraio 2011  | Mount Lemmon Survey     |
| 590034 - | 2011 CO121               | 26 febbraio 2011  | Mount Lemmon Survey     |
| 590035 - | 2011 CH122               | 9 febbraio 2011   | Mount Lemmon Survey     |
| 590036 - | 2011 CO123               | 4 agosto 2013     | Pan-STARRS 1            |
| 590037 - | 2011 CX129               | 16 febbraio 2007  | Mount Lemmon Survey     |
| 590038 - | 2011 CJ133               | 21 agosto 2015    | Pan-STARRS 1            |
| 590039 - | 2011 CN133               | 5 febbraio 2011   | Pan-STARRS 1            |
| 590040 - | 2011 DY2                 | 14 settembre 1998 | Spacewatch              |
| 590041 - | 2011 DR11                | 22 febbraio 2011  | Spacewatch              |
| 590042 - | 2011 DQ17                | 26 febbraio 2011  | Mount Lemmon Survey     |
| 590043 - | 2011 DP20                | 27 gennaio 2011   | Mount Lemmon Survey     |
| 590044 - | 2011 DY45                | 11 marzo 2007     | Mount Lemmon Survey     |
| 590045 - | 2011 DO51                | 12 marzo 2003     | NEAT                    |
| 590046 - | 2011 DZ54                | 25 febbraio 2011  | Mount Lemmon Survey     |
| 590047 - | 2011 DX56                | 26 febbraio 2011  | Mount Lemmon Survey     |
| 590048 - | 2011 EG8                 | 2 marzo 2011      | Bickel, W.              |
| 590049 - | 2011 EH16                | 31 marzo 2003     | LONEOS                  |
| 590050 - | 2011 ED33                | 10 marzo 2007     | Mount Lemmon Survey     |
| 590051 - | 2011 EK39                | 4 settembre 2008  | Spacewatch              |
| 590052 - | 2011 EM50                | 11 marzo 2011     | Elenin, L.              |
| 590053 - | 2011 EX85                | 9 aprile 2003     | NEAT                    |
| 590054 - | 2011 EX89                | 9 marzo 2011      | Mount Lemmon Survey     |
| 590055 - | 2011 EV91                | 11 marzo 2011     | Spacewatch              |
| 590056 - | 2011 ED93                | 21 ottobre 2017   | Mount Lemmon Survey     |
| 590057 - | 2011 EY96                | 4 giugno 2016     | Mount Lemmon Survey     |
| 590058 - | 2011 EQ100               | 13 marzo 2011     | Mount Lemmon Survey     |
| 590059 - | 2011 ES102               | 9 marzo 2011      | Mount Lemmon Survey     |
| 590060 - | 2011 EZ103               | 11 marzo 2011     | Mount Lemmon Survey     |
| 590061 - | 2011 FW9                 | 15 aprile 2007    | Spacewatch              |
| 590062 - | 2011 FT17                | 9 gennaio 2002    | LINEAR                  |
| 590063 - | 2011 FR24                | 9 marzo 2011      | Spacewatch              |
| 590064 - | 2011 FH26                | 14 marzo 2011     | CSS                     |
| 590065 - | 2011 FE32                | 24 dicembre 2005  | LINEAR                  |
| 590066 - | 2011 FD36                | 25 settembre 2005 | Spacewatch              |
| 590067 - | 2011 FD38                | 30 marzo 2011     | Mount Lemmon Survey     |
| 590068 - | 2011 FH42                | 26 marzo 2011     | Mount Lemmon Survey     |
| 590069 - | 2011 FJ49                | 25 marzo 2011     | Pan-STARRS 1            |
| 590070 - | 2011 FN55                | 1 maggio 2003     | Spacewatch              |
| 590071 - | 2011 FP61                | 24 settembre 2008 | Spacewatch              |
| 590072 - | 2011 FP64                | 11 luglio 2004    | NEAT                    |
| 590073 - | 2011 FE67                | 5 ottobre 2004    | NEAT                    |
| 590074 - | 2011 FK92                | 28 marzo 2011     | Mount Lemmon Survey     |
| 590075 - | 2011 FU102               | 23 marzo 2003     | SDSS Collaboration      |
| 590076 - | 2011 FB103               | 6 marzo 2011      | Mount Lemmon Survey     |
| 590077 - | 2011 FT107               | 1 ottobre 2013    | Mount Lemmon Survey     |
| 590078 - | 2011 FD108               | 14 marzo 2007     | Mount Lemmon Survey     |
| 590079 - | 2011 FK110               | 11 novembre 2013  | Mount Lemmon Survey     |
| 590080 - | 2011 FM115               | 2 aprile 2011     | Mount Lemmon Survey     |
| 590081 - | 2011 FW118               | 14 marzo 2011     | Mount Lemmon Survey     |
| 590082 - | 2011 FX119               | 12 aprile 2005    | Kitt Peak               |
| 590083 - | 2011 FS120               | 8 ottobre 2008    | Spacewatch              |
| 590084 - | 2011 FF122               | 28 gennaio 2007   | Mount Lemmon Survey     |
| 590085 - | 2011 FS122               | 5 aprile 2011     | Mount Lemmon Survey     |
| 590086 - | 2011 FQ126               | 10 gennaio 2011   | Mount Lemmon Survey     |
| 590087 - | 2011 FG149               | 27 ottobre 2005   | CSS                     |
| 590088 - | 2011 FZ151               | 25 marzo 2011     | Mount Lemmon Survey     |
| 590089 - | 2011 FG157               | 6 aprile 2011     | Bernasconi, L.          |
| 590090 - | 2011 FE158               | 2 giugno 2008     | Mount Lemmon Survey     |
| 590091 - | 2011 FK160               | 9 novembre 2013   | Pan-STARRS 1            |
| 590092 - | 2011 FX160               | 26 marzo 2011     | Mount Lemmon Survey     |
| 590093 - | 2011 FZ164               | 4 giugno 2016     | Mount Lemmon Survey     |
| 590094 - | 2011 FB167               | 17 gennaio 2015   | Mount Lemmon Survey     |
| 590095 - | 2011 FQ167               | 29 marzo 2011     | Spacewatch              |
| 590096 - | 2011 GP2                 | 27 marzo 2011     | Mount Lemmon Survey     |
| 590097 - | 2011 GE5                 | 23 ottobre 2001   | LONEOS                  |
| 590098 - | 2011 GX20                | 11 marzo 2011     | Mount Lemmon Survey     |
| 590099 - | 2011 GP22                | 2 aprile 2011     | Mount Lemmon Survey     |
| 590100 - | 2011 GV26                | 4 aprile 2011     | Mount Lemmon Survey     |

## 590101-590200
| Nome     | Designazione provvisoria | Data di scoperta  | Scopritore                     |
| -------- | ------------------------ | ----------------- | ------------------------------ |
| 590101 - | 2011 GK35                | 21 febbraio 2002  | Spacewatch                     |
| 590102 - | 2011 GP51                | 11 marzo 2011     | Spacewatch                     |
| 590103 - | 2011 GR51                | 11 marzo 2011     | Spacewatch                     |
| 590104 - | 2011 GG53                | 5 aprile 2011     | Spacewatch                     |
| 590105 - | 2011 GY89                | 1 aprile 2011     | Mount Lemmon Survey            |
| 590106 - | 2011 GS93                | 27 novembre 2013  | Pan-STARRS 1                   |
| 590107 - | 2011 GY96                | 16 ottobre 2013   | Mount Lemmon Survey            |
| 590108 - | 2011 GB101               | 12 aprile 2011    | Mount Lemmon Survey            |
| 590109 - | 2011 GD101               | 12 aprile 2011    | Mount Lemmon Survey            |
| 590110 - | 2011 GR101               | 8 aprile 2011     | Siding Spring Survey           |
| 590111 - | 2011 HO8                 | 21 aprile 2011    | Pan-STARRS 1                   |
| 590112 - | 2011 HF25                | 13 aprile 2002    | NEAT                           |
| 590113 - | 2011 HV28                | 5 novembre 2004   | Dellinger, J.                  |
| 590114 - | 2011 HX28                | 13 dicembre 2004  | Healy, D.                      |
| 590115 - | 2011 HT46                | 6 aprile 2011     | Mount Lemmon Survey            |
| 590116 - | 2011 HT52                | 30 aprile 2011    | Pan-STARRS 1                   |
| 590117 - | 2011 HJ53                | 30 aprile 2011    | Spacewatch                     |
| 590118 - | 2011 HB56                | 5 maggio 2002     | NEAT                           |
| 590119 - | 2011 HW72                | 9 novembre 2009   | Spacewatch                     |
| 590120 - | 2011 HT80                | 17 gennaio 2011   | Mount Lemmon Survey            |
| 590121 - | 2011 HW109               | 30 aprile 2011    | Pan-STARRS 1                   |
| 590122 - | 2011 HY109               | 28 aprile 2011    | Mount Lemmon Survey            |
| 590123 - | 2011 HF110               | 26 aprile 2011    | Spacewatch                     |
| 590124 - | 2011 JS4                 | 20 dicembre 2004  | Mount Lemmon Survey            |
| 590125 - | 2011 JO10                | 5 maggio 2011     | Spacewatch                     |
| 590126 - | 2011 JS10                | 6 maggio 2011     | Mount Lemmon Survey            |
| 590127 - | 2011 JV13                | 25 aprile 2007    | Spacewatch                     |
| 590128 - | 2011 JJ14                | 30 aprile 2011    | Pan-STARRS 1                   |
| 590129 - | 2011 JQ18                | 1 maggio 2011     | Pan-STARRS 1                   |
| 590130 - | 2011 JG19                | 1 maggio 2011     | Pan-STARRS 1                   |
| 590131 - | 2011 JU30                | 13 maggio 2011    | Mount Lemmon Survey            |
| 590132 - | 2011 JC32                | 3 maggio 2011     | Kocher, P.                     |
| 590133 - | 2011 JJ33                | 26 agosto 2012    | Pan-STARRS 1                   |
| 590134 - | 2011 JP33                | 1 maggio 2011     | Pan-STARRS 1                   |
| 590135 - | 2011 JB37                | 8 maggio 2011     | Mount Lemmon Survey            |
| 590136 - | 2011 KC1                 | 5 maggio 2011     | Mount Lemmon Survey            |
| 590137 - | 2011 KE12                | 24 maggio 2011    | Schwartz, M., Holvorcem, P. R. |
| 590138 - | 2011 KJ40                | 24 maggio 2011    | Pan-STARRS 1                   |
| 590139 - | 2011 KH42                | 10 novembre 2009  | Spacewatch                     |
| 590140 - | 2011 KE45                | 28 maggio 2011    | Mount Lemmon Survey            |
| 590141 - | 2011 KL45                | 9 aprile 2003     | Spacewatch                     |
| 590142 - | 2011 KR51                | 24 maggio 2011    | Pan-STARRS 1                   |
| 590143 - | 2011 KU51                | 28 maggio 2011    | Mount Lemmon Survey            |
| 590144 - | 2011 KE55                | 26 maggio 2011    | Mount Lemmon Survey            |
| 590145 - | 2011 LZ14                | 2 luglio 2008     | Spacewatch                     |
| 590146 - | 2011 MQ6                 | 5 giugno 2011     | Mount Lemmon Survey            |
| 590147 - | 2011 OS7                 | 12 giugno 2011    | Mount Lemmon Survey            |
| 590148 - | 2011 OT31                | 8 febbraio 2007   | Spacewatch                     |
| 590149 - | 2011 OT45                | 29 gennaio 2000   | Spacewatch                     |
| 590150 - | 2011 OM61                | 28 luglio 2011    | Pan-STARRS 1                   |
| 590151 - | 2011 OX70                | 27 luglio 2011    | Holmes, R.                     |
| 590152 - | 2011 PX7                 | 6 agosto 2011     | Pan-STARRS 1                   |
| 590153 - | 2011 PC21                | 1 agosto 2011     | Pan-STARRS 1                   |
| 590154 - | 2011 QF37                | 24 febbraio 2009  | Hormuth, F.                    |
| 590155 - | 2011 QV54                | 30 agosto 2011    | Pan-STARRS 1                   |
| 590156 - | 2011 QP57                | 30 agosto 2011    | Pan-STARRS 1                   |
| 590157 - | 2011 QC91                | 31 dicembre 2008  | Mount Lemmon Survey            |
| 590158 - | 2011 QP93                | 18 settembre 2006 | Spacewatch                     |
| 590159 - | 2011 QZ100               | 26 febbraio 2014  | Mount Lemmon Survey            |
| 590160 - | 2011 QL103               | 21 maggio 2015    | Pan-STARRS 1                   |
| 590161 - | 2011 QU109               | 30 agosto 2011    | Pan-STARRS 1                   |
| 590162 - | 2011 QX112               | 31 agosto 2011    | Pan-STARRS 1                   |
| 590163 - | 2011 RW7                 | 5 settembre 2011  | Pan-STARRS 1                   |
| 590164 - | 2011 RB14                | 2 settembre 2011  | Pan-STARRS 1                   |
| 590165 - | 2011 RU14                | 6 settembre 2011  | Birtwhistle, P.                |
| 590166 - | 2011 RL18                | 2 marzo 2009      | Spacewatch                     |
| 590167 - | 2011 RO22                | 4 settembre 2011  | Pan-STARRS 1                   |
| 590168 - | 2011 RG23                | 4 settembre 2011  | Pan-STARRS 1                   |
| 590169 - | 2011 RR27                | 2 settembre 2011  | Pan-STARRS 1                   |
| 590170 - | 2011 RT28                | 8 settembre 2011  | Pan-STARRS 1                   |
| 590171 - | 2011 SY19                | 13 agosto 2006    | NEAT                           |
| 590172 - | 2011 SE39                | 5 settembre 2000  | SDSS Collaboration             |
| 590173 - | 2011 SX49                | 26 settembre 2006 | Mount Lemmon Survey            |
| 590174 - | 2011 SY72                | 9 aprile 2010     | Mount Lemmon Survey            |
| 590175 - | 2011 SE106               | 23 settembre 2011 | Taunus                         |
| 590176 - | 2011 SE131               | 2 ottobre 2006    | Mount Lemmon Survey            |
| 590177 - | 2011 SR136               | 4 settembre 2011  | Pan-STARRS 1                   |
| 590178 - | 2011 SJ138               | 18 settembre 2006 | Spacewatch                     |
| 590179 - | 2011 SJ140               | 23 settembre 2011 | Pan-STARRS 1                   |
| 590180 - | 2011 SR158               | 22 ottobre 2001   | LINEAR                         |
| 590181 - | 2011 SQ181               | 26 settembre 2011 | Spacewatch                     |
| 590182 - | 2011 SZ189               | 20 settembre 2011 | Pan-STARRS 1                   |
| 590183 - | 2011 SH200               | 8 ottobre 2007    | Spacewatch                     |
| 590184 - | 2011 SX209               | 19 agosto 2001    | Cerro Tololo                   |
| 590185 - | 2011 SB215               | 20 settembre 2011 | Mount Lemmon Survey            |
| 590186 - | 2011 SC225               | 30 settembre 2006 | CSS                            |
| 590187 - | 2011 SA228               | 18 luglio 2006    | Mount Lemmon Survey            |
| 590188 - | 2011 SW231               | 30 agosto 2011    | Spacewatch                     |
| 590189 - | 2011 SY232               | 9 novembre 2007   | Spacewatch                     |
| 590190 - | 2011 SN234               | 30 settembre 2011 | Schwab, E., Kling, R.          |
| 590191 - | 2011 SJ236               | 28 gennaio 2003   | SDSS Collaboration             |
| 590192 - | 2011 SF251               | 11 novembre 2007  | Mount Lemmon Survey            |
| 590193 - | 2011 SY266               | 20 settembre 2011 | Spacewatch                     |
| 590194 - | 2011 SC280               | 23 marzo 2003     | SDSS Collaboration             |
| 590195 - | 2011 SG281               | 16 ottobre 2006   | CSS                            |
| 590196 - | 2011 SN281               | 23 settembre 2011 | Spacewatch                     |
| 590197 - | 2011 SG283               | 29 settembre 2011 | Mount Lemmon Survey            |
| 590198 - | 2011 SE291               | 27 settembre 2011 | Mount Lemmon Survey            |
| 590199 - | 2011 SA297               | 20 settembre 2011 | Pan-STARRS 1                   |
| 590200 - | 2011 SB308               | 20 settembre 2011 | Pan-STARRS 1                   |

## 590201-590300
| Nome               | Designazione provvisoria | Data di scoperta  | Scopritore                   |
| ------------------ | ------------------------ | ----------------- | ---------------------------- |
| 590201 -           | 2011 SX308               | 18 settembre 2011 | Mount Lemmon Survey          |
| 590202 -           | 2011 ST309               | 23 settembre 2011 | Pan-STARRS 1                 |
| 590203 -           | 2011 SB312               | 20 settembre 2011 | Mount Lemmon Survey          |
| 590204 -           | 2011 SO312               | 26 settembre 2011 | Pan-STARRS 1                 |
| 590205 -           | 2011 SZ314               | 26 settembre 2011 | Pan-STARRS 1                 |
| 590206 -           | 2011 SH323               | 21 settembre 2011 | Spacewatch                   |
| 590207 -           | 2011 TD2                 | 13 ottobre 2010   | Mount Lemmon Survey          |
| 590208 -           | 2011 TQ3                 | 21 settembre 2011 | Spacewatch                   |
| 590209 -           | 2011 TU14                | 23 settembre 2011 | Spacewatch                   |
| 590210 -           | 2011 UH5                 | 19 ottobre 2006   | Mount Lemmon Survey          |
| 590211 -           | 2011 UX11                | 3 dicembre 2005   | Mauna Kea                    |
| 590212 -           | 2011 UA12                | 16 ottobre 2011   | Pan-STARRS 1                 |
| 590213 -           | 2011 UF35                | 4 dicembre 2007   | CSS                          |
| 590214 -           | 2011 UA45                | 20 ottobre 2006   | Spacewatch                   |
| 590215 -           | 2011 UF45                | 24 settembre 2011 | Pan-STARRS 1                 |
| 590216 -           | 2011 UN45                | 24 settembre 2011 | Pan-STARRS 1                 |
| 590217 -           | 2011 UZ55                | 18 ottobre 2011   | Mount Lemmon Survey          |
| 590218 -           | 2011 UD63                | 4 settembre 2011  | Pan-STARRS 1                 |
| 590219 -           | 2011 UE71                | 3 settembre 2010  | Mount Lemmon Survey          |
| 590220 -           | 2011 UM87                | 21 ottobre 2011   | Mount Lemmon Survey          |
| 590221 -           | 2011 UT102               | 29 luglio 2005    | NEAT                         |
| 590222 -           | 2011 UU102               | 20 ottobre 2011   | Mount Lemmon Survey          |
| 590223 -           | 2011 UL106               | 22 ottobre 2011   | Bill, H.                     |
| 590224 -           | 2011 UX110               | 21 ottobre 2011   | Pan-STARRS 1                 |
| 590225 -           | 2011 UE113               | 29 agosto 2005    | NEAT                         |
| 590226 -           | 2011 UH129               | 27 settembre 2011 | Mount Lemmon Survey          |
| 590227 -           | 2011 US139               | 6 ottobre 2005    | Spacewatch                   |
| 590228 -           | 2011 UM144               | 1 ottobre 2011    | Mount Lemmon Survey          |
| 590229 -           | 2011 UO147               | 23 settembre 2011 | Spacewatch                   |
| 590230 -           | 2011 UP148               | 20 agosto 2004    | Spacewatch                   |
| 590231 -           | 2011 UP161               | 23 ottobre 2011   | Spacewatch                   |
| 590232 -           | 2011 US161               | 22 gennaio 2002   | Spacewatch                   |
| 590233 -           | 2011 UL165               | 14 dicembre 2001  | NEAT                         |
| 590234 -           | 2011 UE166               | 26 ottobre 2011   | Pan-STARRS 1                 |
| 590235 -           | 2011 UF170               | 21 ottobre 2011   | Mount Lemmon Survey          |
| 590236 -           | 2011 UD174               | 23 ottobre 2011   | Pan-STARRS 1                 |
| 590237 -           | 2011 UJ176               | 20 ottobre 2011   | Mount Lemmon Survey          |
| 590238 -           | 2011 UN181               | 5 dicembre 2008   | Spacewatch                   |
| 590239 -           | 2011 UJ192               | 12 gennaio 2008   | Mount Lemmon Survey          |
| 590240 -           | 2011 UO192               | 18 ottobre 2011   | CSS                          |
| 590241 -           | 2011 UF194               | 27 settembre 2006 | Mount Lemmon Survey          |
| 590242 -           | 2011 UJ194               | 21 ottobre 2011   | Sarneczky, K.                |
| 590243 -           | 2011 UU194               | 19 luglio 2001    | NEAT                         |
| 590244 -           | 2011 US199               | 25 ottobre 2011   | Pan-STARRS 1                 |
| 590245 -           | 2011 US212               | 12 gennaio 2008   | Spacewatch                   |
| 590246 -           | 2011 UY212               | 23 settembre 2011 | Spacewatch                   |
| 590247 -           | 2011 US234               | 16 ottobre 2007   | Mount Lemmon Survey          |
| 590248 -           | 2011 UZ243               | 25 ottobre 2011   | Pan-STARRS 1                 |
| 590249 -           | 2011 UV247               | 27 aprile 2009    | Mount Lemmon Survey          |
| 590250 -           | 2011 UG257               | 24 ottobre 2011   | Pan-STARRS 1                 |
| 590251 -           | 2011 UU261               | 25 ottobre 2011   | Pan-STARRS 1                 |
| 590252 -           | 2011 UO262               | 18 marzo 2002     | Buie, M. W., Trilling, D. E. |
| 590253 -           | 2011 UT266               | 12 dicembre 2006  | Spacewatch                   |
| 590254 -           | 2011 UK267               | 18 gennaio 2009   | Spacewatch                   |
| 590255 -           | 2011 UW277               | 29 agosto 2005    | Spacewatch                   |
| 590256 -           | 2011 UG278               | 25 ottobre 2011   | Pan-STARRS 1                 |
| 590257 -           | 2011 UL286               | 4 ottobre 2011    | Sarneczky, K.                |
| 590258 -           | 2011 UG287               | 2 ottobre 2006    | Mount Lemmon Survey          |
| 590259 -           | 2011 UD296               | 1 novembre 2006   | Spacewatch                   |
| 590260 -           | 2011 UF296               | 21 ottobre 2011   | Spacewatch                   |
| 590261 -           | 2011 UA303               | 31 ottobre 2011   | Mount Lemmon Survey          |
| 590262 -           | 2011 UJ320               | 30 ottobre 2011   | Spacewatch                   |
| 590263 -           | 2011 UQ320               | 16 novembre 2006  | Mount Lemmon Survey          |
| 590264 -           | 2011 UP321               | 31 ottobre 2011   | Elenin, L.                   |
| 590265 -           | 2011 UY325               | 10 luglio 2005    | Spacewatch                   |
| 590266 -           | 2011 UT329               | 2 aprile 2009     | Spacewatch                   |
| 590267 -           | 2011 UE330               | 23 ottobre 2011   | Mount Lemmon Survey          |
| 590268 -           | 2011 US334               | 8 settembre 2011  | Spacewatch                   |
| 590269 Steinberger | 2011 UF336               | 27 settembre 2011 | K. Sárneczky, A. Farkas      |
| 590270 -           | 2011 UM340               | 18 ottobre 2011   | Spacewatch                   |
| 590271 -           | 2011 UN340               | 18 ottobre 2011   | Spacewatch                   |
| 590272 -           | 2011 UO356               | 3 ottobre 2006    | Mount Lemmon Survey          |
| 590273 -           | 2011 UY358               | 20 ottobre 2011   | Mount Lemmon Survey          |
| 590274 -           | 2011 UM359               | 23 marzo 2003     | SDSS Collaboration           |
| 590275 -           | 2011 UF363               | 11 ottobre 2006   | Spacewatch                   |
| 590276 -           | 2011 UG375               | 20 giugno 2010    | Mount Lemmon Survey          |
| 590277 -           | 2011 UH378               | 24 settembre 2011 | Pan-STARRS 1                 |
| 590278 -           | 2011 UU386               | 25 ottobre 2011   | Pan-STARRS 1                 |
| 590279 -           | 2011 UJ400               | 16 ottobre 2011   | Pan-STARRS 1                 |
| 590280 -           | 2011 UN401               | 21 ottobre 2006   | CSS                          |
| 590281 -           | 2011 UJ402               | 8 aprile 2010     | OAM Observatory              |
| 590282 -           | 2011 UM402               | 22 novembre 2006  | CSS                          |
| 590283 -           | 2011 UJ416               | 24 ottobre 2011   | Pan-STARRS 1                 |
| 590284 -           | 2011 UW419               | 18 gennaio 2013   | Pan-STARRS 1                 |
| 590285 -           | 2011 UJ420               | 24 ottobre 2011   | Pan-STARRS 1                 |
| 590286 -           | 2011 UB421               | 27 ottobre 2011   | Mount Lemmon Survey          |
| 590287 -           | 2011 UA422               | 19 ottobre 2011   | Mount Lemmon Survey          |
| 590288 -           | 2011 UJ422               | 26 ottobre 2011   | Pan-STARRS 1                 |
| 590289 -           | 2011 UL422               | 20 ottobre 2011   | Spacewatch                   |
| 590290 -           | 2011 UX422               | 15 dicembre 2006  | Spacewatch                   |
| 590291 -           | 2011 UF423               | 6 aprile 2014     | Mount Lemmon Survey          |
| 590292 -           | 2011 UJ429               | 16 ottobre 2011   | Spacewatch                   |
| 590293 -           | 2011 UA432               | 26 ottobre 2011   | Pan-STARRS 1                 |
| 590294 -           | 2011 UQ434               | 4 aprile 2014     | Spacewatch                   |
| 590295 -           | 2011 UM435               | 25 ottobre 2011   | Pan-STARRS 1                 |
| 590296 -           | 2011 UA439               | 1 agosto 2016     | Pan-STARRS 1                 |
| 590297 -           | 2011 UP439               | 22 ottobre 2011   | Mount Lemmon Survey          |
| 590298 -           | 2011 UT439               | 24 settembre 2011 | Mount Lemmon Survey          |
| 590299 -           | 2011 UD445               | 21 maggio 2014    | Pan-STARRS 1                 |
| 590300 -           | 2011 UK448               | 22 ottobre 2011   | Mount Lemmon Survey          |

## 590301-590400
| Nome                 | Designazione provvisoria | Data di scoperta  | Scopritore                  |
| -------------------- | ------------------------ | ----------------- | --------------------------- |
| 590301 -             | 2011 UA453               | 19 ottobre 2011   | Mount Lemmon Survey         |
| 590302 -             | 2011 UE455               | 23 ottobre 2011   | Mount Lemmon Survey         |
| 590303 -             | 2011 UC456               | 23 ottobre 2011   | Pan-STARRS 1                |
| 590304 -             | 2011 UW456               | 29 ottobre 2011   | Spacewatch                  |
| 590305 -             | 2011 UV462               | 24 ottobre 2011   | Mount Lemmon Survey         |
| 590306 -             | 2011 UQ471               | 26 ottobre 2011   | Pan-STARRS 1                |
| 590307 -             | 2011 UJ475               | 20 ottobre 2011   | Spacewatch                  |
| 590308 -             | 2011 UE476               | 23 ottobre 2011   | Mount Lemmon Survey         |
| 590309 -             | 2011 UF476               | 19 ottobre 2011   | Mount Lemmon Survey         |
| 590310 -             | 2011 UG476               | 18 ottobre 2011   | Spacewatch                  |
| 590311 -             | 2011 VT6                 | 26 marzo 2004     | Spacewatch                  |
| 590312 -             | 2011 VX8                 | 24 settembre 2011 | Pan-STARRS 1                |
| 590313 -             | 2011 VA12                | 31 ottobre 2011   | Spacewatch                  |
| 590314 -             | 2011 VD12                | 5 dicembre 2007   | Spacewatch                  |
| 590315 -             | 2011 VF15                | 31 ottobre 2011   | Bickel, W.                  |
| 590316 -             | 2011 VU25                | 8 novembre 2011   | Pan-STARRS 1                |
| 590317 -             | 2011 VO29                | 2 novembre 2011   | Mount Lemmon Survey         |
| 590318 -             | 2011 VW29                | 4 maggio 2014     | Pan-STARRS 1                |
| 590319 -             | 2011 VE30                | 2 novembre 2011   | Mount Lemmon Survey         |
| 590320 -             | 2011 VP30                | 3 novembre 2011   | Spacewatch                  |
| 590321 -             | 2011 VS30                | 2 novembre 2011   | Mount Lemmon Survey         |
| 590322 -             | 2011 WD1                 | 16 novembre 2011  | Mount Lemmon Survey         |
| 590323 -             | 2011 WP1                 | 13 maggio 2004    | Spacewatch                  |
| 590324 -             | 2011 WX4                 | 19 dicembre 2001  | NEAT                        |
| 590325 -             | 2011 WK8                 | 24 ottobre 2011   | Pan-STARRS 1                |
| 590326 -             | 2011 WB9                 | 23 settembre 2011 | Mount Lemmon Survey         |
| 590327 -             | 2011 WG18                | 29 settembre 2011 | Spacewatch                  |
| 590328 -             | 2011 WX20                | 6 settembre 2010  | Kuli, Z.                    |
| 590329 -             | 2011 WN21                | 12 settembre 2005 | Spacewatch                  |
| 590330 -             | 2011 WD23                | 17 novembre 2011  | Mount Lemmon Survey         |
| 590331 -             | 2011 WE26                | 16 novembre 2006  | Spacewatch                  |
| 590332 -             | 2011 WN31                | 22 novembre 2011  | Pal, A.                     |
| 590333 -             | 2011 WJ33                | 29 agosto 2005    | NEAT                        |
| 590334 -             | 2011 WH38                | 15 novembre 2011  | Spacewatch                  |
| 590335 Mikhailkuzmin | 2011 WX46                | 3 novembre 2011   | Kryachko, T., Satovskij, B. |
| 590336 -             | 2011 WH48                | 15 ottobre 2001   | NEAT                        |
| 590337 -             | 2011 WO50                | 23 maggio 2003    | Spacewatch                  |
| 590338 -             | 2011 WA67                | 1 settembre 2005  | NEAT                        |
| 590339 -             | 2011 WK78                | 19 novembre 2011  | Mount Lemmon Survey         |
| 590340 -             | 2011 WX78                | 3 settembre 2010  | OAM Observatory             |
| 590341 -             | 2011 WN79                | 25 ottobre 2011   | Pan-STARRS 1                |
| 590342 -             | 2011 WQ83                | 26 ottobre 2011   | Pan-STARRS 1                |
| 590343 -             | 2011 WP90                | 18 aprile 2009    | Mount Lemmon Survey         |
| 590344 -             | 2011 WM94                | 2 novembre 2006   | Bickel, W.                  |
| 590345 -             | 2011 WB95                | 16 ottobre 2006   | CSS                         |
| 590346 -             | 2011 WU98                | 23 novembre 2006  | Spacewatch                  |
| 590347 -             | 2011 WY100               | 19 ottobre 2011   | Mount Lemmon Survey         |
| 590348 -             | 2011 WS103               | 3 novembre 2011   | Mount Lemmon Survey         |
| 590349 -             | 2011 WQ108               | 25 ottobre 2011   | Pan-STARRS 1                |
| 590350 -             | 2011 WN118               | 18 novembre 2011  | CSS                         |
| 590351 -             | 2011 WX121               | 21 ottobre 2011   | Mount Lemmon Survey         |
| 590352 -             | 2011 WV123               | 1 novembre 2011   | Mount Lemmon Survey         |
| 590353 -             | 2011 WA124               | 22 settembre 1995 | Spacewatch                  |
| 590354 -             | 2011 WX129               | 23 ottobre 2011   | Pan-STARRS 1                |
| 590355 -             | 2011 WU130               | 29 ottobre 2011   | Spacewatch                  |
| 590356 -             | 2011 WM134               | 29 aprile 2008    | Spacewatch                  |
| 590357 -             | 2011 WF136               | 25 novembre 2011  | Pan-STARRS 1                |
| 590358 -             | 2011 WN136               | 4 novembre 2007   | Spacewatch                  |
| 590359 -             | 2011 WB140               | 23 aprile 2014    | Pan-STARRS 1                |
| 590360 -             | 2011 WD140               | 18 novembre 2011  | Mount Lemmon Survey         |
| 590361 -             | 2011 WN154               | 20 marzo 2002     | LINEAR                      |
| 590362 -             | 2011 WF155               | 26 ottobre 2011   | Pan-STARRS 1                |
| 590363 -             | 2011 WM157               | 10 marzo 2008     | Mount Lemmon Survey         |
| 590364 -             | 2011 WR157               | 29 ottobre 2010   | Spacewatch                  |
| 590365 -             | 2011 WF159               | 26 novembre 2011  | Mount Lemmon Survey         |
| 590366 -             | 2011 WU159               | 18 novembre 2011  | Mount Lemmon Survey         |
| 590367 -             | 2011 WZ162               | 17 novembre 2011  | Spacewatch                  |
| 590368 -             | 2011 WK163               | 24 novembre 2011  | Pan-STARRS 1                |
| 590369 -             | 2011 WM171               | 7 ottobre 2016    | Pan-STARRS 1                |
| 590370 -             | 2011 WP174               | 24 novembre 2011  | Pan-STARRS 1                |
| 590371 -             | 2011 XQ2                 | 1 dicembre 2011   | Pan-STARRS 1                |
| 590372 -             | 2011 XW3                 | 13 ottobre 2005   | Spacewatch                  |
| 590373 -             | 2011 XS4                 | 7 febbraio 2013   | Spacewatch                  |
| 590374 -             | 2011 XA5                 | 1 dicembre 2011   | Pan-STARRS 1                |
| 590375 -             | 2011 XW6                 | 6 dicembre 2011   | Pan-STARRS 1                |
| 590376 -             | 2011 YB1                 | 24 novembre 2011  | Mount Lemmon Survey         |
| 590377 -             | 2011 YG2                 | 21 gennaio 2007   | Mauna Kea                   |
| 590378 -             | 2011 YM2                 | 7 febbraio 2002   | NEAT                        |
| 590379 -             | 2011 YM6                 | 29 luglio 2008    | Mount Lemmon Survey         |
| 590380 -             | 2011 YD9                 | 5 luglio 2005     | NEAT                        |
| 590381 -             | 2011 YP11                | 22 ottobre 2006   | Mount Lemmon Survey         |
| 590382 -             | 2011 YZ11                | 17 gennaio 2001   | AMOS                        |
| 590383 -             | 2011 YE31                | 26 dicembre 2011  | Bernasconi, L.              |
| 590384 -             | 2011 YL34                | 7 gennaio 2005    | Spacewatch                  |
| 590385 -             | 2011 YR34                | 30 gennaio 2001   | AMOS                        |
| 590386 -             | 2011 YD36                | 26 dicembre 2011  | Mount Lemmon Survey         |
| 590387 -             | 2011 YX36                | 21 febbraio 2007  | Mount Lemmon Survey         |
| 590388 -             | 2011 YW46                | 27 dicembre 2011  | Spacewatch                  |
| 590389 -             | 2011 YL47                | 28 dicembre 2011  | Ory, M.                     |
| 590390 -             | 2011 YV50                | 29 dicembre 2011  | Spacewatch                  |
| 590391 -             | 2011 YJ52                | 1 marzo 2009      | Mount Lemmon Survey         |
| 590392 -             | 2011 YA53                | 18 giugno 2010    | Mount Lemmon Survey         |
| 590393 -             | 2011 YX54                | 27 gennaio 2007   | Mount Lemmon Survey         |
| 590394 -             | 2011 YR57                | 1 maggio 2008     | Spacewatch                  |
| 590395 -             | 2011 YN62                | 4 giugno 2005     | Spacewatch                  |
| 590396 -             | 2011 YB65                | 21 ottobre 2006   | Mount Lemmon Survey         |
| 590397 -             | 2011 YX67                | 5 luglio 2003     | Spacewatch                  |
| 590398 -             | 2011 YX68                | 1 novembre 2005   | Mount Lemmon Survey         |
| 590399 -             | 2011 YP70                | 16 dicembre 2011  | Mount Lemmon Survey         |
| 590400 -             | 2011 YX71                | 1 dicembre 2011   | Holmes, R.                  |

## 590401-590500
| Nome               | Designazione provvisoria | Data di scoperta  | Scopritore          |
| ------------------ | ------------------------ | ----------------- | ------------------- |
| 590401 -           | 2011 YK72                | 29 dicembre 2011  | Spacewatch          |
| 590402 -           | 2011 YO74                | 28 dicembre 2011  | CSS                 |
| 590403 -           | 2011 YJ78                | 4 gennaio 2012    | Mount Lemmon Survey |
| 590404 -           | 2011 YP79                | 10 gennaio 2013   | Pan-STARRS 1        |
| 590405 -           | 2011 YH81                | 26 dicembre 2011  | Spacewatch          |
| 590406 -           | 2011 YO81                | 10 novembre 2016  | Mount Lemmon Survey |
| 590407 -           | 2011 YD82                | 6 maggio 2014     | Pan-STARRS 1        |
| 590408 -           | 2011 YK82                | 27 dicembre 2011  | Mount Lemmon Survey |
| 590409 -           | 2011 YF83                | 30 dicembre 2011  | Mount Lemmon Survey |
| 590410 -           | 2011 YG83                | 24 dicembre 2011  | Mount Lemmon Survey |
| 590411 -           | 2011 YH84                | 13 ottobre 2016   | Mount Lemmon Survey |
| 590412 -           | 2011 YS84                | 8 settembre 2016  | Pan-STARRS 1        |
| 590413 -           | 2011 YZ84                | 18 gennaio 2016   | Pan-STARRS 1        |
| 590414 -           | 2011 YF88                | 29 dicembre 2011  | Mount Lemmon Survey |
| 590415 -           | 2011 YS88                | 30 giugno 2013    | Pan-STARRS 1        |
| 590416 -           | 2011 YV88                | 24 luglio 2015    | Pan-STARRS 1        |
| 590417 -           | 2011 YY88                | 24 dicembre 2011  | Mount Lemmon Survey |
| 590418 -           | 2011 YH89                | 27 dicembre 2011  | Spacewatch          |
| 590419 -           | 2011 YA90                | 18 giugno 2018    | Pan-STARRS 1        |
| 590420 -           | 2011 YF90                | 28 dicembre 2011  | Spacewatch          |
| 590421 -           | 2011 YP90                | 31 dicembre 2011  | Spacewatch          |
| 590422 -           | 2011 YK91                | 26 dicembre 2011  | Spacewatch          |
| 590423 -           | 2011 YX91                | 29 dicembre 2011  | Mount Lemmon Survey |
| 590424 -           | 2011 YA92                | 29 dicembre 2011  | Mount Lemmon Survey |
| 590425 -           | 2011 YB93                | 26 dicembre 2011  | Spacewatch          |
| 590426 -           | 2011 YF94                | 27 dicembre 2011  | Mount Lemmon Survey |
| 590427 -           | 2012 AD4                 | 1 gennaio 2012    | Mount Lemmon Survey |
| 590428 -           | 2012 AZ4                 | 21 dicembre 2011  | ESA OGS             |
| 590429 -           | 2012 AM5                 | 7 dicembre 2005   | Spacewatch          |
| 590430 -           | 2012 AV7                 | 9 settembre 2008  | Mount Lemmon Survey |
| 590431 -           | 2012 AQ8                 | 2 gennaio 2012    | Spacewatch          |
| 590432 -           | 2012 AX11                | 1 gennaio 2012    | Mount Lemmon Survey |
| 590433 -           | 2012 AN12                | 5 gennaio 2012    | Spacewatch          |
| 590434 -           | 2012 AJ15                | 2 novembre 2000   | Spacewatch          |
| 590435 -           | 2012 AJ16                | 27 dicembre 2011  | Mount Lemmon Survey |
| 590436 -           | 2012 AU19                | 2 novembre 2007   | Mount Lemmon Survey |
| 590437 -           | 2012 AA20                | 2 gennaio 2012    | Spacewatch          |
| 590438 -           | 2012 AU21                | 3 gennaio 2012    | Mount Lemmon Survey |
| 590439 -           | 2012 AH22                | 18 settembre 2003 | NEAT                |
| 590440 -           | 2012 AT23                | 31 ottobre 2005   | CSS                 |
| 590441 -           | 2012 AC26                | 9 ottobre 2016    | Pan-STARRS 1        |
| 590442 -           | 2012 AE26                | 5 giugno 2014     | Pan-STARRS 1        |
| 590443 -           | 2012 AM26                | 21 ottobre 2016   | Mount Lemmon Survey |
| 590444 -           | 2012 AD29                | 2 gennaio 2012    | Spacewatch          |
| 590445 -           | 2012 AD31                | 2 gennaio 2012    | Spacewatch          |
| 590446 -           | 2012 AW31                | 1 gennaio 2012    | Mount Lemmon Survey |
| 590447 -           | 2012 AE33                | 1 gennaio 2012    | Mount Lemmon Survey |
| 590448 -           | 2012 BE19                | 25 ottobre 2011   | Mount Lemmon Survey |
| 590449 -           | 2012 BX19                | 19 gennaio 2012   | Pan-STARRS 1        |
| 590450 -           | 2012 BY23                | 27 dicembre 2011  | Spacewatch          |
| 590451 -           | 2012 BR28                | 18 settembre 2010 | Mount Lemmon Survey |
| 590452 -           | 2012 BU30                | 23 novembre 2006  | Mount Lemmon Survey |
| 590453 -           | 2012 BE34                | 10 febbraio 2007  | Mount Lemmon Survey |
| 590454 -           | 2012 BJ34                | 26 novembre 2005  | CSS                 |
| 590455 -           | 2012 BV35                | 31 agosto 2005    | NEAT                |
| 590456 -           | 2012 BR36                | 2 gennaio 2012    | Mount Lemmon Survey |
| 590457 -           | 2012 BS39                | 19 gennaio 2012   | Mount Lemmon Survey |
| 590458 -           | 2012 BN44                | 3 gennaio 2012    | Spacewatch          |
| 590459 -           | 2012 BE47                | 19 gennaio 2012   | Mount Lemmon Survey |
| 590460 -           | 2012 BX49                | 27 dicembre 2011  | Mount Lemmon Survey |
| 590461 -           | 2012 BB54                | 4 settembre 2010  | Mount Lemmon Survey |
| 590462 -           | 2012 BD55                | 18 dicembre 2003  | Spacewatch          |
| 590463 -           | 2012 BU56                | 4 gennaio 2012    | Mount Lemmon Survey |
| 590464 Helenlawson | 2012 BB57                | 23 gennaio 2012   | Falla, N.           |
| 590465 -           | 2012 BW60                | 24 gennaio 2012   | Pan-STARRS 1        |
| 590466 -           | 2012 BK61                | 30 settembre 2009 | Mount Lemmon Survey |
| 590467 -           | 2012 BK64                | 20 gennaio 2012   | Mount Lemmon Survey |
| 590468 -           | 2012 BG68                | 21 gennaio 2012   | Spacewatch          |
| 590469 -           | 2012 BL68                | 21 gennaio 2012   | Spacewatch          |
| 590470 -           | 2012 BR71                | 21 gennaio 2012   | CSS                 |
| 590471 -           | 2012 BO72                | 19 settembre 2010 | Mount Lemmon Survey |
| 590472 -           | 2012 BM74                | 23 gennaio 2012   | Ory, M.             |
| 590473 -           | 2012 BG76                | 18 gennaio 2008   | Mount Lemmon Survey |
| 590474 -           | 2012 BF80                | 25 settembre 2007 | Mount Lemmon Survey |
| 590475 -           | 2012 BE81                | 18 marzo 2001     | Spacewatch          |
| 590476 -           | 2012 BH82                | 27 gennaio 2012   | Mount Lemmon Survey |
| 590477 -           | 2012 BK83                | 27 gennaio 2012   | Mount Lemmon Survey |
| 590478 -           | 2012 BB84                | 27 gennaio 2012   | Mount Lemmon Survey |
| 590479 -           | 2012 BN85                | 18 gennaio 2012   | Bickel, W.          |
| 590480 -           | 2012 BT85                | 20 aprile 2002    | NEAT                |
| 590481 -           | 2012 BH90                | 29 dicembre 2011  | Spacewatch          |
| 590482 -           | 2012 BC94                | 27 gennaio 2012   | Spacewatch          |
| 590483 -           | 2012 BX96                | 2 dicembre 2010   | Mount Lemmon Survey |
| 590484 -           | 2012 BB97                | 24 dicembre 2011  | Mount Lemmon Survey |
| 590485 -           | 2012 BO97                | 2 settembre 2008  | Spacewatch          |
| 590486 -           | 2012 BD99                | 26 gennaio 2012   | Pan-STARRS 1        |
| 590487 -           | 2012 BS100               | 27 gennaio 2012   | Spacewatch          |
| 590488 -           | 2012 BQ101               | 27 gennaio 2012   | Mount Lemmon Survey |
| 590489 -           | 2012 BC111               | 27 gennaio 2012   | Mount Lemmon Survey |
| 590490 -           | 2012 BT115               | 27 gennaio 2012   | Mount Lemmon Survey |
| 590491 -           | 2012 BW116               | 27 gennaio 2012   | Mount Lemmon Survey |
| 590492 -           | 2012 BH118               | 27 gennaio 2012   | Mount Lemmon Survey |
| 590493 -           | 2012 BT119               | 27 gennaio 2012   | Mount Lemmon Survey |
| 590494 -           | 2012 BV123               | 28 gennaio 2012   | Pan-STARRS 1        |
| 590495 -           | 2012 BP124               | 29 gennaio 2012   | Spacewatch          |
| 590496 -           | 2012 BM126               | 11 ottobre 2010   | Mount Lemmon Survey |
| 590497 -           | 2012 BX128               | 27 dicembre 2011  | Mount Lemmon Survey |
| 590498 -           | 2012 BM129               | 30 gennaio 2012   | Spacewatch          |
| 590499 -           | 2012 BD131               | 18 gennaio 2004   | NEAT                |
| 590500 -           | 2012 BF131               | 25 gennaio 2012   | Pan-STARRS 1        |

## 590501-590600
| Nome     | Designazione provvisoria | Data di scoperta  | Scopritore          |
| -------- | ------------------------ | ----------------- | ------------------- |
| 590501 - | 2012 BZ132               | 15 novembre 2003  | Spacewatch          |
| 590502 - | 2012 BK137               | 26 gennaio 2012   | Mount Lemmon Survey |
| 590503 - | 2012 BL140               | 1 gennaio 2012    | Mount Lemmon Survey |
| 590504 - | 2012 BH141               | 19 settembre 2010 | Spacewatch          |
| 590505 - | 2012 BL144               | 26 gennaio 2012   | Mount Lemmon Survey |
| 590506 - | 2012 BK145               | 13 novembre 2007  | Mount Lemmon Survey |
| 590507 - | 2012 BC148               | 20 gennaio 2012   | Spacewatch          |
| 590508 - | 2012 BX151               | 13 ottobre 2010   | Mount Lemmon Survey |
| 590509 - | 2012 BS156               | 8 gennaio 2006    | Spacewatch          |
| 590510 - | 2012 BR159               | 21 febbraio 2007  | Mount Lemmon Survey |
| 590511 - | 2012 BL160               | 26 gennaio 2012   | Mount Lemmon Survey |
| 590512 - | 2012 BS160               | 19 gennaio 2012   | Spacewatch          |
| 590513 - | 2012 BJ161               | 14 aprile 2013    | Mount Lemmon Survey |
| 590514 - | 2012 BQ162               | 7 ottobre 2016    | Pan-STARRS 1        |
| 590515 - | 2012 BX162               | 18 gennaio 2012   | CSS                 |
| 590516 - | 2012 BP164               | 13 febbraio 2008  | Mount Lemmon Survey |
| 590517 - | 2012 BT166               | 25 novembre 2016  | Mount Lemmon Survey |
| 590518 - | 2012 BA169               | 11 agosto 2015    | Pan-STARRS 1        |
| 590519 - | 2012 BL169               | 27 gennaio 2012   | Mount Lemmon Survey |
| 590520 - | 2012 BX171               | 2 dicembre 2016   | Mount Lemmon Survey |
| 590521 - | 2012 BD173               | 5 novembre 2016   | Mount Lemmon Survey |
| 590522 - | 2012 BM174               | 27 gennaio 2012   | Mount Lemmon Survey |
| 590523 - | 2012 BJ176               | 18 gennaio 2012   | Spacewatch          |
| 590524 - | 2012 BQ179               | 27 gennaio 2012   | Mount Lemmon Survey |
| 590525 - | 2012 BD180               | 30 gennaio 2012   | Mount Lemmon Survey |
| 590526 - | 2012 BT180               | 21 gennaio 2012   | Spacewatch          |
| 590527 - | 2012 CD3                 | 29 ottobre 2005   | Spacewatch          |
| 590528 - | 2012 CP11                | 3 febbraio 2012   | Pan-STARRS 1        |
| 590529 - | 2012 CT12                | 3 febbraio 2012   | Pan-STARRS 1        |
| 590530 - | 2012 CV15                | 21 gennaio 2012   | Spacewatch          |
| 590531 - | 2012 CR18                | 30 novembre 2000  | SDSS Collaboration  |
| 590532 - | 2012 CM19                | 12 febbraio 2012  | Pan-STARRS 1        |
| 590533 - | 2012 CZ24                | 19 gennaio 2012   | Pan-STARRS 1        |
| 590534 - | 2012 CQ28                | 13 febbraio 2012  | Pan-STARRS 1        |
| 590535 - | 2012 CQ31                | 21 gennaio 2012   | Spacewatch          |
| 590536 - | 2012 CR31                | 26 gennaio 2012   | Pan-STARRS 1        |
| 590537 - | 2012 CC32                | 29 gennaio 2012   | Spacewatch          |
| 590538 - | 2012 CD37                | 21 gennaio 2012   | Spacewatch          |
| 590539 - | 2012 CJ37                | 9 ottobre 2007    | Spacewatch          |
| 590540 - | 2012 CL37                | 17 febbraio 2007  | Spacewatch          |
| 590541 - | 2012 CH45                | 24 aprile 2001    | Spacewatch          |
| 590542 - | 2012 CO45                | 22 ottobre 2005   | Spacewatch          |
| 590543 - | 2012 CL49                | 13 febbraio 2012  | Pan-STARRS 1        |
| 590544 - | 2012 CR54                | 1 gennaio 2008    | Spacewatch          |
| 590545 - | 2012 CT60                | 11 febbraio 2012  | Mount Lemmon Survey |
| 590546 - | 2012 CJ61                | 18 gennaio 2016   | Pan-STARRS 1        |
| 590547 - | 2012 CP63                | 3 ottobre 2015    | Mount Lemmon Survey |
| 590548 - | 2012 CT65                | 14 febbraio 2012  | Pan-STARRS 1        |
| 590549 - | 2012 CK67                | 1 febbraio 2012   | Mount Lemmon Survey |
| 590550 - | 2012 DJ3                 | 19 gennaio 2012   | Pan-STARRS 1        |
| 590551 - | 2012 DY15                | 21 febbraio 2012  | Ory, M.             |
| 590552 - | 2012 DJ19                | 21 febbraio 2012  | Spacewatch          |
| 590553 - | 2012 DN30                | 22 febbraio 2012  | Holmes, R.          |
| 590554 - | 2012 DA34                | 25 gennaio 2012   | Spacewatch          |
| 590555 - | 2012 DB49                | 20 gennaio 2012   | Pan-STARRS 1        |
| 590556 - | 2012 DD59                | 21 febbraio 2012  | Elenin, L.          |
| 590557 - | 2012 DL61                | 29 gennaio 2012   | Pan-STARRS 1        |
| 590558 - | 2012 DR62                | 3 settembre 2005  | NEAT                |
| 590559 - | 2012 DP71                | 24 settembre 2009 | Mount Lemmon Survey |
| 590560 - | 2012 DC73                | 26 febbraio 2012  | Pan-STARRS 1        |
| 590561 - | 2012 DX80                | 19 novembre 2003  | Spacewatch          |
| 590562 - | 2012 DZ80                | 26 febbraio 2012  | Pan-STARRS 1        |
| 590563 - | 2012 DO90                | 12 marzo 2007     | Spacewatch          |
| 590564 - | 2012 DP99                | 2 settembre 2010  | Mount Lemmon Survey |
| 590565 - | 2012 DH100               | 10 febbraio 2012  | Mount Lemmon Survey |
| 590566 - | 2012 DS104               | 27 febbraio 2012  | Pan-STARRS 1        |
| 590567 - | 2012 DB107               | 12 aprile 2013    | Pan-STARRS 1        |
| 590568 - | 2012 DQ107               | 16 febbraio 2012  | Elenin, L.          |
| 590569 - | 2012 DH110               | 21 febbraio 2012  | Spacewatch          |
| 590570 - | 2012 DJ117               | 16 febbraio 2012  | Pan-STARRS 1        |
| 590571 - | 2012 DK119               | 24 febbraio 2012  | Mount Lemmon Survey |
| 590572 - | 2012 DL119               | 19 febbraio 2012  | Spacewatch          |
| 590573 - | 2012 DO123               | 26 febbraio 2012  | Mount Lemmon Survey |
| 590574 - | 2012 DF124               | 23 febbraio 2012  | Spacewatch          |
| 590575 - | 2012 ET                  | 16 agosto 2009    | Spacewatch          |
| 590576 - | 2012 EC9                 | 13 febbraio 2012  | Spacewatch          |
| 590577 - | 2012 EB14                | 2 ottobre 2006    | Mount Lemmon Survey |
| 590578 - | 2012 EB15                | 17 marzo 2004     | NEAT                |
| 590579 - | 2012 ES15                | 15 marzo 2012     | Sarneczky, K.       |
| 590580 - | 2012 EP20                | 30 agosto 2013    | Pan-STARRS 1        |
| 590581 - | 2012 EH22                | 16 gennaio 2000   | Spacewatch          |
| 590582 - | 2012 FD                  | 16 marzo 2012     | CSS                 |
| 590583 - | 2012 FS5                 | 27 gennaio 2012   | Spacewatch          |
| 590584 - | 2012 FY10                | 3 dicembre 2010   | Mount Lemmon Survey |
| 590585 - | 2012 FF18                | 15 settembre 2009 | Spacewatch          |
| 590586 - | 2012 FS21                | 17 marzo 2012     | Mount Lemmon Survey |
| 590587 - | 2012 FH23                | 21 marzo 2012     | Pan-STARRS 1        |
| 590588 - | 2012 FZ25                | 10 febbraio 2008  | Spacewatch          |
| 590589 - | 2012 FG34                | 9 aprile 2008     | Mount Lemmon Survey |
| 590590 - | 2012 FZ37                | 25 marzo 2012     | Mount Lemmon Survey |
| 590591 - | 2012 FC38                | 10 gennaio 2008   | Mount Lemmon Survey |
| 590592 - | 2012 FJ41                | 26 febbraio 2012  | Spacewatch          |
| 590593 - | 2012 FZ65                | 28 febbraio 2012  | Pan-STARRS 1        |
| 590594 - | 2012 FZ69                | 29 agosto 2005    | Spacewatch          |
| 590595 - | 2012 FT78                | 23 ottobre 2001   | NEAT                |
| 590596 - | 2012 FH83                | 27 settembre 2003 | Spacewatch          |
| 590597 - | 2012 FR84                | 26 febbraio 2012  | Spacewatch          |
| 590598 - | 2012 FZ86                | 3 aprile 2008     | Mount Lemmon Survey |
| 590599 - | 2012 FO88                | 29 marzo 2012     | Spacewatch          |
| 590600 - | 2012 FH89                | 17 marzo 2012     | Spacewatch          |

## 590601-590700
| Nome           | Designazione provvisoria | Data di scoperta  | Scopritore           |
| -------------- | ------------------------ | ----------------- | -------------------- |
| 590601 -       | 2012 FU93                | 17 marzo 2012     | Mount Lemmon Survey  |
| 590602 -       | 2012 FC103               | 16 marzo 2012     | Pan-STARRS 1         |
| 590603 -       | 2012 GU                  | 3 settembre 2005  | NEAT                 |
| 590604 -       | 2012 GV                  | 16 marzo 2012     | Pan-STARRS 1         |
| 590605 -       | 2012 GO24                | 16 marzo 2012     | CSS                  |
| 590606 -       | 2012 GZ31                | 30 marzo 2012     | Siding Spring Survey |
| 590607 -       | 2012 HB12                | 17 gennaio 2004   | NEAT                 |
| 590608 -       | 2012 HW20                | 25 aprile 2012    | Pan-STARRS 1         |
| 590609 -       | 2012 HQ35                | 27 aprile 2012    | Spacewatch           |
| 590610 -       | 2012 HP38                | 20 aprile 2012    | Mount Lemmon Survey  |
| 590611 -       | 2012 HJ48                | 28 maggio 2004    | Spacewatch           |
| 590612 -       | 2012 HL50                | 28 marzo 2012     | Pan-STARRS 1         |
| 590613 -       | 2012 HG56                | 24 ottobre 2009   | Spacewatch           |
| 590614 -       | 2012 HC72                | 24 aprile 2012    | Pan-STARRS 1         |
| 590615 -       | 2012 HE77                | 28 aprile 2012    | Spacewatch           |
| 590616 -       | 2012 HU84                | 8 marzo 2005      | Mount Lemmon Survey  |
| 590617 -       | 2012 HD87                | 28 aprile 2012    | Mount Lemmon Survey  |
| 590618 -       | 2012 HU88                | 10 settembre 2015 | Pan-STARRS 1         |
| 590619 -       | 2012 HJ90                | 23 aprile 2012    | Spacewatch           |
| 590620 -       | 2012 HZ99                | 16 aprile 2012    | Spacewatch           |
| 590621 -       | 2012 HR100               | 27 aprile 2012    | Pan-STARRS 1         |
| 590622 -       | 2012 HT107               | 30 aprile 2012    | Spacewatch           |
| 590623 -       | 2012 JD10                | 30 aprile 2012    | Spacewatch           |
| 590624 -       | 2012 JZ10                | 20 febbraio 2004  | Bickel, W.           |
| 590625 -       | 2012 JB15                | 12 maggio 2012    | Mount Lemmon Survey  |
| 590626 -       | 2012 JB21                | 1 maggio 2012     | Mount Lemmon Survey  |
| 590627 -       | 2012 JU26                | 29 maggio 1998    | Spacewatch           |
| 590628 -       | 2012 JT33                | 21 aprile 2012    | Mount Lemmon Survey  |
| 590629 -       | 2012 JM35                | 15 maggio 2012    | Mount Lemmon Survey  |
| 590630 -       | 2012 JR43                | 15 maggio 2012    | Mount Lemmon Survey  |
| 590631 -       | 2012 JL45                | 15 maggio 2012    | Pan-STARRS 1         |
| 590632 -       | 2012 JH50                | 14 maggio 2012    | Pan-STARRS 1         |
| 590633 -       | 2012 JL63                | 27 settembre 2009 | Spacewatch           |
| 590634 -       | 2012 KL                  | 4 agosto 2008     | Skvarc, J.           |
| 590635 -       | 2012 KJ2                 | 16 maggio 2012    | Pan-STARRS 1         |
| 590636 -       | 2012 KC9                 | 5 gennaio 2006    | Mount Lemmon Survey  |
| 590637 -       | 2012 KS9                 | 16 maggio 2012    | Spacewatch           |
| 590638 -       | 2012 KE17                | 12 dicembre 2006  | Mount Lemmon Survey  |
| 590639 -       | 2012 KV24                | 19 maggio 2012    | Holmes, R.           |
| 590640 -       | 2012 KL27                | 19 gennaio 2007   | Mauna Kea            |
| 590641 -       | 2012 KF33                | 16 maggio 2012    | Mount Lemmon Survey  |
| 590642 -       | 2012 KR37                | 30 aprile 2008    | Spacewatch           |
| 590643 -       | 2012 KW37                | 31 luglio 2005    | NEAT                 |
| 590644 -       | 2012 KC46                | 2 dicembre 2010   | Spacewatch           |
| 590645 -       | 2012 KC53                | 18 maggio 2012    | Mount Lemmon Survey  |
| 590646 -       | 2012 KE60                | 19 maggio 2012    | Mount Lemmon Survey  |
| 590647 -       | 2012 LH6                 | 28 gennaio 2007   | Mount Lemmon Survey  |
| 590648 -       | 2012 LE14                | 20 aprile 2012    | Spacewatch           |
| 590649 -       | 2012 LP15                | 27 settembre 2008 | Mount Lemmon Survey  |
| 590650 -       | 2012 LR20                | 10 giugno 2012    | Mount Lemmon Survey  |
| 590651 -       | 2012 LE21                | 24 novembre 2009  | Spacewatch           |
| 590652 -       | 2012 LH21                | 29 marzo 2003     | LONEOS               |
| 590653 -       | 2012 LU22                | 21 aprile 2012    | Mount Lemmon Survey  |
| 590654 -       | 2012 LU24                | 15 giugno 2012    | Mount Lemmon Survey  |
| 590655 -       | 2012 LV24                | 19 maggio 2005    | Mount Lemmon Survey  |
| 590656 -       | 2012 LF27                | 10 novembre 2013  | Mount Lemmon Survey  |
| 590657 -       | 2012 MM1                 | 17 giugno 2012    | Mount Lemmon Survey  |
| 590658 -       | 2012 MF5                 | 16 maggio 2012    | Pan-STARRS 1         |
| 590659 -       | 2012 MW7                 | 19 dicembre 2001  | NEAT                 |
| 590660 -       | 2012 MY9                 | 29 maggio 2012    | Mount Lemmon Survey  |
| 590661 -       | 2012 MO10                | 9 dicembre 2010   | Mount Lemmon Survey  |
| 590662 -       | 2012 MU16                | 1 ottobre 2008    | CSS                  |
| 590663 -       | 2012 MY16                | 21 giugno 2012    | Mount Lemmon Survey  |
| 590664 -       | 2012 OV                  | 11 novembre 2001  | SDSS Collaboration   |
| 590665 -       | 2012 OH1                 | 16 giugno 1999    | Wise                 |
| 590666 Jianguo | 2012 OV5                 | 12 aprile 2007    | C.-S. Lin, Q.-z. Ye  |
| 590667 -       | 2012 OS6                 | 12 aprile 2016    | Pan-STARRS 1         |
| 590668 -       | 2012 OG7                 | 7 ottobre 2004    | Spacewatch           |
| 590669 -       | 2012 OQ7                 | 21 luglio 2012    | Siding Spring Survey |
| 590670 -       | 2012 PJ1                 | 23 settembre 2008 | Mount Lemmon Survey  |
| 590671 -       | 2012 PH2                 | 20 dicembre 2004  | Mount Lemmon Survey  |
| 590672 -       | 2012 PF4                 | 31 dicembre 2008  | Spacewatch           |
| 590673 -       | 2012 PD7                 | 23 maggio 2012    | Mount Lemmon Survey  |
| 590674 -       | 2012 PD11                | 31 ottobre 2008   | Mount Lemmon Survey  |
| 590675 -       | 2012 PT19                | 21 maggio 2003    | AMOS                 |
| 590676 -       | 2012 PB23                | 21 febbraio 2002  | Spacewatch           |
| 590677 -       | 2012 PP29                | 5 settembre 2008  | Spacewatch           |
| 590678 -       | 2012 PU35                | 29 maggio 2012    | Mount Lemmon Survey  |
| 590679 -       | 2012 PF47                | 14 agosto 2012    | Spacewatch           |
| 590680 -       | 2012 PE54                | 13 agosto 2012    | Spacewatch           |
| 590681 -       | 2012 QA                  | 15 ottobre 1999   | Spacewatch           |
| 590682 -       | 2012 QL3                 | 6 agosto 2012     | Pan-STARRS 1         |
| 590683 -       | 2012 QP3                 | 16 febbraio 2007  | Bickel, W.           |
| 590684 -       | 2012 QX7                 | 12 agosto 2012    | CSS                  |
| 590685 -       | 2012 QZ23                | 15 gennaio 2005   | Spacewatch           |
| 590686 -       | 2012 QL25                | 24 agosto 2012    | Spacewatch           |
| 590687 -       | 2012 QH31                | 15 ottobre 1999   | Spacewatch           |
| 590688 -       | 2012 QH36                | 13 gennaio 2005   | Spacewatch           |
| 590689 -       | 2012 QS40                | 18 novembre 2008  | CSS                  |
| 590690 -       | 2012 QV40                | 19 agosto 2012    | Siding Spring Survey |
| 590691 -       | 2012 QU43                | 17 agosto 2012    | Pan-STARRS 1         |
| 590692 -       | 2012 QN51                | 5 aprile 2011     | CSS                  |
| 590693 -       | 2012 QS52                | 27 gennaio 2004   | LONEOS               |
| 590694 -       | 2012 QT54                | 25 agosto 2012    | Spacewatch           |
| 590695 -       | 2012 QU55                | 27 febbraio 2015  | Pan-STARRS 1         |
| 590696 -       | 2012 QP56                | 27 dicembre 2013  | Mount Lemmon Survey  |
| 590697 -       | 2012 QZ56                | 26 agosto 2012    | Pan-STARRS 1         |
| 590698 -       | 2012 QV59                | 22 marzo 2015     | Pan-STARRS 1         |
| 590699 -       | 2012 QK64                | 17 agosto 2012    | Pan-STARRS 1         |
| 590700 -       | 2012 QA67                | 16 agosto 2012    | Levin, K.            |

## 590701-590800
| Nome              | Designazione provvisoria | Data di scoperta  | Scopritore                     |
| ----------------- | ------------------------ | ----------------- | ------------------------------ |
| 590701 -          | 2012 QT67                | 26 agosto 2012    | Spacewatch                     |
| 590702 -          | 2012 RN3                 | 8 settembre 2012  | Bickel, W.                     |
| 590703 -          | 2012 RH7                 | 23 agosto 2012    | Skvarc, J.                     |
| 590704 -          | 2012 RK9                 | 11 settembre 2012 | Levin, K.                      |
| 590705 -          | 2012 RM16                | 14 settembre 2012 | CSS                            |
| 590706 -          | 2012 RD17                | 14 settembre 2003 | NEAT                           |
| 590707 -          | 2012 RG17                | 11 settembre 2012 | ASC-Kislovodsk                 |
| 590708 -          | 2012 RZ20                | 22 agosto 2003    | NEAT                           |
| 590709 -          | 2012 RF26                | 2 dicembre 2005   | Mauna Kea                      |
| 590710 -          | 2012 RE32                | 28 agosto 2003    | AMOS                           |
| 590711 -          | 2012 RR32                | 25 agosto 2012    | Pan-STARRS 1                   |
| 590712 -          | 2012 RP36                | 30 ottobre 2008   | Spacewatch                     |
| 590713 -          | 2012 RT36                | 19 novembre 2008  | Mount Lemmon Survey            |
| 590714 -          | 2012 RA40                | 18 agosto 2012    | Skvarc, J.                     |
| 590715 -          | 2012 RK42                | 21 dicembre 2004  | CSS                            |
| 590716 -          | 2012 RA43                | 22 aprile 2007    | Spacewatch                     |
| 590717 -          | 2012 RR43                | 24 luglio 2003    | NEAT                           |
| 590718 -          | 2012 RS48                | 6 settembre 2012  | Pan-STARRS 1                   |
| 590719 -          | 2012 SA5                 | 23 settembre 2003 | NEAT                           |
| 590720 -          | 2012 SE9                 | 17 settembre 2012 | Mount Lemmon Survey            |
| 590721 -          | 2012 ST22                | 22 settembre 2003 | NEAT                           |
| 590722 -          | 2012 SR23                | 22 settembre 2008 | Mount Lemmon Survey            |
| 590723 -          | 2012 SB27                | 21 settembre 2003 | NEAT                           |
| 590724 -          | 2012 SR33                | 10 agosto 2012    | Spacewatch                     |
| 590725 -          | 2012 SW36                | 16 settembre 2003 | Spacewatch                     |
| 590726 -          | 2012 SY36                | 18 settembre 2012 | Mount Lemmon Survey            |
| 590727 -          | 2012 SQ47                | 25 ottobre 2005   | Mount Lemmon Survey            |
| 590728 -          | 2012 SV47                | 18 febbraio 2010  | Mount Lemmon Survey            |
| 590729 -          | 2012 ST48                | 1 novembre 2008   | Mount Lemmon Survey            |
| 590730 -          | 2012 SO52                | 29 ottobre 2008   | Spacewatch                     |
| 590731 -          | 2012 SJ73                | 25 settembre 2012 | Mount Lemmon Survey            |
| 590732 -          | 2012 SP83                | 21 settembre 2012 | Mount Lemmon Survey            |
| 590733 -          | 2012 SP85                | 16 settembre 2012 | Spacewatch                     |
| 590734 -          | 2012 SB86                | 23 settembre 2012 | Mount Lemmon Survey            |
| 590735 -          | 2012 SD88                | 25 settembre 2012 | Mount Lemmon Survey            |
| 590736 -          | 2012 TN4                 | 24 novembre 2003  | NEAT                           |
| 590737 -          | 2012 TV20                | 23 marzo 2001     | Barbieri, C., Pignata, G.      |
| 590738 -          | 2012 TD25                | 22 settembre 2012 | Spacewatch                     |
| 590739 Miloslavov | 2012 TF29                | 18 settembre 2012 | Vorobjov, T., Kostin, A.       |
| 590740 -          | 2012 TK40                | 8 ottobre 2012    | Mount Lemmon Survey            |
| 590741 -          | 2012 TM40                | 19 novembre 2003  | Spacewatch                     |
| 590742 -          | 2012 TS54                | 27 ottobre 2003   | Spacewatch                     |
| 590743 -          | 2012 TE58                | 20 ottobre 2003   | NEAT                           |
| 590744 -          | 2012 TR58                | 26 settembre 2003 | SDSS Collaboration             |
| 590745 -          | 2012 TR60                | 19 ottobre 2003   | Spacewatch                     |
| 590746 -          | 2012 TA63                | 8 ottobre 2012    | Pan-STARRS 1                   |
| 590747 -          | 2012 TG67                | 1 dicembre 2003   | Spacewatch                     |
| 590748 -          | 2012 TG72                | 15 gennaio 2005   | Spacewatch                     |
| 590749 -          | 2012 TY72                | 9 ottobre 2012    | Mount Lemmon Survey            |
| 590750 -          | 2012 TD74                | 19 marzo 2010     | Spacewatch                     |
| 590751 -          | 2012 TK76                | 25 settembre 2012 | Spacewatch                     |
| 590752 -          | 2012 TK81                | 5 ottobre 2012    | Pan-STARRS 1                   |
| 590753 -          | 2012 TV82                | 23 ottobre 2009   | Mount Lemmon Survey            |
| 590754 -          | 2012 TT89                | 7 ottobre 2012    | Pan-STARRS 1                   |
| 590755 -          | 2012 TU90                | 7 ottobre 2012    | Pan-STARRS 1                   |
| 590756 -          | 2012 TG91                | 23 ottobre 2003   | Spacewatch                     |
| 590757 -          | 2012 TQ91                | 17 settembre 2012 | Spacewatch                     |
| 590758 -          | 2012 TV106               | 9 ottobre 2012    | Pan-STARRS 1                   |
| 590759 -          | 2012 TO107               | 16 febbraio 2005  | Boattini, A.                   |
| 590760 -          | 2012 TF113               | 16 settembre 2012 | Spacewatch                     |
| 590761 -          | 2012 TP116               | 7 febbraio 2005   | Lehmann, H.                    |
| 590762 -          | 2012 TL118               | 10 ottobre 2012   | Mount Lemmon Survey            |
| 590763 -          | 2012 TZ119               | 22 settembre 2003 | NEAT                           |
| 590764 -          | 2012 TH126               | 6 ottobre 2012    | CSS                            |
| 590765 -          | 2012 TG127               | 16 settembre 2003 | Spacewatch                     |
| 590766 -          | 2012 TN128               | 4 settembre 2003  | Mikuz, H.                      |
| 590767 -          | 2012 TB133               | 24 agosto 2003    | Cerro Tololo                   |
| 590768 -          | 2012 TK133               | 5 ottobre 2012    | Pan-STARRS 1                   |
| 590769 -          | 2012 TL134               | 29 ottobre 2008   | Spacewatch                     |
| 590770 -          | 2012 TL138               | 18 settembre 2003 | CINEOS                         |
| 590771 -          | 2012 TX138               | 9 ottobre 2012    | Schwartz, M., Holvorcem, P. R. |
| 590772 -          | 2012 TA139               | 1 ottobre 2003    | Spacewatch                     |
| 590773 -          | 2012 TF139               | 3 ottobre 2003    | Spacewatch                     |
| 590774 -          | 2012 TG142               | 6 ottobre 2012    | Pan-STARRS 1                   |
| 590775 -          | 2012 TT154               | 8 ottobre 2012    | Pan-STARRS 1                   |
| 590776 -          | 2012 TH158               | 13 settembre 2007 | Mount Lemmon Survey            |
| 590777 -          | 2012 TP158               | 13 settembre 2007 | Mount Lemmon Survey            |
| 590778 -          | 2012 TL165               | 20 ottobre 2003   | Spacewatch                     |
| 590779 -          | 2012 TG167               | 8 ottobre 2012    | Pan-STARRS 1                   |
| 590780 -          | 2012 TO178               | 9 ottobre 2012    | Pan-STARRS 1                   |
| 590781 -          | 2012 TO179               | 9 ottobre 2012    | Pan-STARRS 1                   |
| 590782 -          | 2012 TR180               | 9 ottobre 2012    | Pan-STARRS 1                   |
| 590783 -          | 2012 TV182               | 24 marzo 2006     | Mount Lemmon Survey            |
| 590784 -          | 2012 TB188               | 4 marzo 2006      | Mount Lemmon Survey            |
| 590785 -          | 2012 TG192               | 10 ottobre 2012   | Mount Lemmon Survey            |
| 590786 -          | 2012 TX194               | 28 agosto 2012    | Mount Lemmon Survey            |
| 590787 -          | 2012 TB196               | 4 dicembre 2008   | Mount Lemmon Survey            |
| 590788 -          | 2012 TA201               | 11 ottobre 2012   | Mount Lemmon Survey            |
| 590789 -          | 2012 TJ203               | 11 ottobre 2012   | Mount Lemmon Survey            |
| 590790 -          | 2012 TW204               | 11 ottobre 2012   | Mount Lemmon Survey            |
| 590791 -          | 2012 TA211               | 11 ottobre 2012   | Pan-STARRS 1                   |
| 590792 -          | 2012 TL214               | 2 marzo 2006      | Spacewatch                     |
| 590793 -          | 2012 TW218               | 14 ottobre 2012   | Elenin, L.                     |
| 590794 -          | 2012 TC223               | 22 novembre 2008  | Mount Lemmon Survey            |
| 590795 -          | 2012 TJ223               | 6 ottobre 2012    | Pan-STARRS 1                   |
| 590796 -          | 2012 TR237               | 9 agosto 2007     | Spacewatch                     |
| 590797 -          | 2012 TT239               | 8 ottobre 2012    | Mount Lemmon Survey            |
| 590798 -          | 2012 TS243               | 8 ottobre 2008    | Spacewatch                     |
| 590799 -          | 2012 TP247               | 11 ottobre 2012   | Spacewatch                     |
| 590800 -          | 2012 TC249               | 11 ottobre 2012   | Pan-STARRS 1                   |

## 590801-590900
| Nome           | Designazione provvisoria | Data di scoperta  | Scopritore                        |
| -------------- | ------------------------ | ----------------- | --------------------------------- |
| 590801 -       | 2012 TF258               | 18 settembre 2012 | Mount Lemmon Survey               |
| 590802 -       | 2012 TO259               | 20 settembre 2003 | Spacewatch                        |
| 590803 -       | 2012 TH260               | 7 ottobre 2012    | Pan-STARRS 1                      |
| 590804 -       | 2012 TK260               | 25 settembre 2008 | Spacewatch                        |
| 590805 -       | 2012 TB270               | 11 ottobre 2012   | Mount Lemmon Survey               |
| 590806 -       | 2012 TE271               | 11 ottobre 2012   | Mount Lemmon Survey               |
| 590807 -       | 2012 TR275               | 6 giugno 2011     | Pan-STARRS 1                      |
| 590808 -       | 2012 TX278               | 18 settembre 2003 | Spacewatch                        |
| 590809 -       | 2012 TL282               | 23 agosto 2003    | NEAT                              |
| 590810 -       | 2012 TF297               | 8 marzo 2005      | Mount Lemmon Survey               |
| 590811 -       | 2012 TN297               | 15 ottobre 2012   | Spacewatch                        |
| 590812 -       | 2012 TS304               | 3 dicembre 2008   | Mount Lemmon Survey               |
| 590813 -       | 2012 TY306               | 10 ottobre 2012   | Schwartz, M., Holvorcem, P. R.    |
| 590814 -       | 2012 TH308               | 3 ottobre 2003    | Spacewatch                        |
| 590815 -       | 2012 TU311               | 14 ottobre 2012   | Schwartz, M., Holvorcem, P. R.    |
| 590816 -       | 2012 TJ314               | 20 settembre 2012 | Elenin, L.                        |
| 590817 -       | 2012 TU318               | 18 settembre 2003 | AMOS                              |
| 590818 -       | 2012 TC329               | 8 ottobre 2012    | Pan-STARRS 1                      |
| 590819 -       | 2012 TY330               | 11 ottobre 2012   | Pan-STARRS 1                      |
| 590820 -       | 2012 TZ330               | 6 ottobre 2012    | CSS                               |
| 590821 -       | 2012 TJ332               | 16 aprile 2015    | Pan-STARRS 1                      |
| 590822 -       | 2012 TA333               | 20 febbraio 2014  | Mount Lemmon Survey               |
| 590823 -       | 2012 TN333               | 21 marzo 2015     | Pan-STARRS 1                      |
| 590824 -       | 2012 TD336               | 17 settembre 2003 | Spacewatch                        |
| 590825 -       | 2012 TA337               | 6 ottobre 2012    | Pan-STARRS 1                      |
| 590826 -       | 2012 TB357               | 9 ottobre 2012    | Pan-STARRS 1                      |
| 590827 -       | 2012 TE358               | 11 ottobre 2012   | Pan-STARRS 1                      |
| 590828 -       | 2012 TK359               | 9 ottobre 2012    | Mount Lemmon Survey               |
| 590829 -       | 2012 TN360               | 14 ottobre 2012   | Mount Lemmon Survey               |
| 590830 -       | 2012 TO375               | 8 ottobre 2012    | Pan-STARRS 1                      |
| 590831 -       | 2012 UN2                 | 16 gennaio 2005   | Spacewatch                        |
| 590832 -       | 2012 UR4                 | 7 ottobre 2008    | Mount Lemmon Survey               |
| 590833 -       | 2012 US14                | 16 ottobre 2012   | Mount Lemmon Survey               |
| 590834 -       | 2012 UV17                | 18 marzo 2010     | Spacewatch                        |
| 590835 -       | 2012 UP20                | 16 settembre 2003 | Spacewatch                        |
| 590836 -       | 2012 UD22                | 16 ottobre 2012   | Mount Lemmon Survey               |
| 590837 -       | 2012 US22                | 17 ottobre 2012   | Mount Lemmon Survey               |
| 590838 -       | 2012 UM26                | 17 ottobre 2012   | Mount Lemmon Survey               |
| 590839 -       | 2012 UX35                | 11 marzo 2005     | Spacewatch                        |
| 590840 -       | 2012 UN37                | 7 gennaio 2000    | Spacewatch                        |
| 590841 -       | 2012 UF39                | 25 settembre 2003 | NEAT                              |
| 590842 -       | 2012 UQ44                | 6 ottobre 2012    | Spacewatch                        |
| 590843 -       | 2012 UR52                | 13 settembre 2007 | Mount Lemmon Survey               |
| 590844 -       | 2012 UG53                | 5 ottobre 2012    | Dalya, G.                         |
| 590845 -       | 2012 UO55                | 10 marzo 2005     | Mount Lemmon Survey               |
| 590846 -       | 2012 UM57                | 18 ottobre 2003   | Christophe, B.                    |
| 590847 -       | 2012 UX66                | 20 ottobre 2012   | Spacewatch                        |
| 590848 -       | 2012 UT82                | 2 agosto 2011     | Pan-STARRS 1                      |
| 590849 -       | 2012 UN83                | 5 novembre 2007   | Spacewatch                        |
| 590850 -       | 2012 UH86                | 3 gennaio 2009    | Spacewatch                        |
| 590851 -       | 2012 UK97                | 22 novembre 2003  | Kitt Peak                         |
| 590852 -       | 2012 UD100               | 18 ottobre 2012   | Pan-STARRS 1                      |
| 590853 -       | 2012 UF106               | 21 agosto 2008    | Spacewatch                        |
| 590854 -       | 2012 UG106               | 18 novembre 2006  | Spacewatch                        |
| 590855 -       | 2012 UY106               | 11 maggio 2010    | Mount Lemmon Survey               |
| 590856 -       | 2012 UU109               | 19 settembre 2012 | Mount Lemmon Survey               |
| 590857 -       | 2012 UV111               | 21 ottobre 2012   | Pan-STARRS 1                      |
| 590858 -       | 2012 UB120               | 15 ottobre 2012   | Spacewatch                        |
| 590859 -       | 2012 UA123               | 21 ottobre 2007   | Mount Lemmon Survey               |
| 590860 -       | 2012 UU133               | 29 settembre 2003 | LONEOS                            |
| 590861 -       | 2012 UM135               | 9 ottobre 2012    | CSS                               |
| 590862 -       | 2012 UY135               | 7 maggio 2011     | Mount Lemmon Survey               |
| 590863 -       | 2012 UH143               | 18 ottobre 2012   | Pan-STARRS 1                      |
| 590864 -       | 2012 UX146               | 9 ottobre 2012    | Spacewatch                        |
| 590865 -       | 2012 UZ159               | 20 agosto 2003    | AMOS                              |
| 590866 -       | 2012 UA161               | 19 ottobre 2003   | Spacewatch                        |
| 590867 -       | 2012 UP161               | 19 gennaio 2005   | Spacewatch                        |
| 590868 -       | 2012 UQ162               | 22 ottobre 2012   | Spacewatch                        |
| 590869 -       | 2012 UX172               | 18 febbraio 2010  | Mount Lemmon Survey               |
| 590870 -       | 2012 UK185               | 1 agosto 2016     | Pan-STARRS 1                      |
| 590871 -       | 2012 UJ186               | 17 ottobre 2012   | Mount Lemmon Survey               |
| 590872 -       | 2012 UQ191               | 23 novembre 1995  | Spacewatch                        |
| 590873 -       | 2012 UX191               | 20 ottobre 2012   | Pan-STARRS 1                      |
| 590874 -       | 2012 UG216               | 17 ottobre 2012   | Pan-STARRS 1                      |
| 590875 -       | 2012 UO217               | 21 novembre 2003  | Spacewatch                        |
| 590876 -       | 2012 UC220               | 25 ottobre 2012   | Spacewatch                        |
| 590877 -       | 2012 UY220               | 9 ottobre 2012    | Mount Lemmon Survey               |
| 590878 -       | 2012 VX9                 | 19 novembre 2003  | Spacewatch                        |
| 590879 -       | 2012 VK14                | 4 novembre 2012   | Mount Lemmon Survey               |
| 590880 -       | 2012 VM16                | 19 novembre 2007  | Spacewatch                        |
| 590881 -       | 2012 VD28                | 14 febbraio 2005  | Spacewatch                        |
| 590882 -       | 2012 VK36                | 6 novembre 2008   | Mount Lemmon Survey               |
| 590883 -       | 2012 VB41                | 6 novembre 2012   | Pan-STARRS 1                      |
| 590884 -       | 2012 VT45                | 4 febbraio 2005   | Spacewatch                        |
| 590885 -       | 2012 VE50                | 23 ottobre 2003   | Wasserman, L. H., Trilling, D. E. |
| 590886 -       | 2012 VV50                | 15 ottobre 1999   | Spacewatch                        |
| 590887 -       | 2012 VJ52                | 8 luglio 2003     | NEAT                              |
| 590888 Chengda | 2012 VB53                | 22 luglio 2007    | C.-S. Lin, Q.-z. Ye               |
| 590889 -       | 2012 VE58                | 7 novembre 2012   | Pan-STARRS 1                      |
| 590890 -       | 2012 VO60                | 7 novembre 2012   | Pan-STARRS 1                      |
| 590891 -       | 2012 VZ65                | 10 settembre 2007 | Spacewatch                        |
| 590892 -       | 2012 VP66                | 14 settembre 2007 | Spacewatch                        |
| 590893 -       | 2012 VO70                | 7 novembre 2012   | Pan-STARRS 1                      |
| 590894 -       | 2012 VK74                | 14 agosto 2002    | NEAT                              |
| 590895 -       | 2012 VY74                | 12 novembre 2012  | Bickel, W.                        |
| 590896 -       | 2012 VJ75                | 21 ottobre 2012   | Pan-STARRS 1                      |
| 590897 -       | 2012 VQ78                | 10 settembre 2007 | Spacewatch                        |
| 590898 -       | 2012 VT98                | 3 dicembre 2008   | Mount Lemmon Survey               |
| 590899 -       | 2012 VZ102               | 7 aprile 2002     | Cerro Tololo                      |
| 590900 -       | 2012 VO110               | 17 ottobre 2007   | Mount Lemmon Survey               |

## 590901-591000
| Nome     | Designazione provvisoria | Data di scoperta  | Scopritore                    |
| -------- | ------------------------ | ----------------- | ----------------------------- |
| 590901 - | 2012 VB115               | 18 novembre 2008  | Spacewatch                    |
| 590902 - | 2012 VF115               | 7 maggio 2006     | Mount Lemmon Survey           |
| 590903 - | 2012 VZ117               | 9 agosto 2016     | Pan-STARRS 1                  |
| 590904 - | 2012 VD127               | 12 novembre 2012  | Mount Lemmon Survey           |
| 590905 - | 2012 VY128               | 4 febbraio 2009   | Mount Lemmon Survey           |
| 590906 - | 2012 WJ10                | 11 aprile 2010    | Mount Lemmon Survey           |
| 590907 - | 2012 WR12                | 29 novembre 2003  | Spacewatch                    |
| 590908 - | 2012 WH37                | 26 novembre 2012  | Mount Lemmon Survey           |
| 590909 - | 2012 XT5                 | 4 dicembre 2012   | Mount Lemmon Survey           |
| 590910 - | 2012 XE7                 | 25 ottobre 2012   | Spacewatch                    |
| 590911 - | 2012 XQ9                 | 15 ottobre 2012   | Spacewatch                    |
| 590912 - | 2012 XL20                | 25 ottobre 2001   | SDSS Collaboration            |
| 590913 - | 2012 XS22                | 4 novembre 2007   | Mount Lemmon Survey           |
| 590914 - | 2012 XF25                | 22 ottobre 2012   | Pan-STARRS 1                  |
| 590915 - | 2012 XG30                | 6 gennaio 2010    | Spacewatch                    |
| 590916 - | 2012 XK34                | 3 dicembre 2012   | Mount Lemmon Survey           |
| 590917 - | 2012 XX34                | 12 novembre 2012  | Mount Lemmon Survey           |
| 590918 - | 2012 XA36                | 3 dicembre 2012   | Mount Lemmon Survey           |
| 590919 - | 2012 XY42                | 3 dicembre 2012   | Mount Lemmon Survey           |
| 590920 - | 2012 XH51                | 8 ottobre 2012    | Mount Lemmon Survey           |
| 590921 - | 2012 XD61                | 12 novembre 2012  | Mount Lemmon Survey           |
| 590922 - | 2012 XR72                | 6 dicembre 2012   | Mount Lemmon Survey           |
| 590923 - | 2012 XE78                | 6 dicembre 2012   | Mount Lemmon Survey           |
| 590924 - | 2012 XU78                | 21 ottobre 2008   | Mount Lemmon Survey           |
| 590925 - | 2012 XG96                | 4 dicembre 2012   | Spacewatch                    |
| 590926 - | 2012 XZ99                | 13 novembre 2012  | Spacewatch                    |
| 590927 - | 2012 XM113               | 5 ottobre 2012    | Spacewatch                    |
| 590928 - | 2012 XN124               | 9 dicembre 2012   | Pan-STARRS 1                  |
| 590929 - | 2012 XO128               | 10 settembre 2007 | Spacewatch                    |
| 590930 - | 2012 XP141               | 14 settembre 2007 | Mount Lemmon Survey           |
| 590931 - | 2012 XX144               | 8 dicembre 2012   | Mount Lemmon Survey           |
| 590932 - | 2012 XP146               | 6 novembre 2012   | Spacewatch                    |
| 590933 - | 2012 XM147               | 21 settembre 2011 | Mount Lemmon Survey           |
| 590934 - | 2012 XM149               | 13 settembre 2007 | CSS                           |
| 590935 - | 2012 XZ149               | 11 febbraio 2004  | Spacewatch                    |
| 590936 - | 2012 XC160               | 12 dicembre 2012  | Mount Lemmon Survey           |
| 590937 - | 2012 XH167               | 12 agosto 2015    | Pan-STARRS 1                  |
| 590938 - | 2012 XH169               | 12 dicembre 2012  | Mount Lemmon Survey           |
| 590939 - | 2012 XQ170               | 9 dicembre 2012   | Mount Lemmon Survey           |
| 590940 - | 2012 XN171               | 8 dicembre 2012   | Spacewatch                    |
| 590941 - | 2012 XR175               | 11 dicembre 2012  | Mount Lemmon Survey           |
| 590942 - | 2012 YE1                 | 25 novembre 2011  | Pan-STARRS 1                  |
| 590943 - | 2012 YR2                 | 19 novembre 2003  | NEAT                          |
| 590944 - | 2012 YT9                 | 10 gennaio 2014   | Mount Lemmon Survey           |
| 590945 - | 2012 YJ12                | 23 dicembre 2012  | Pan-STARRS 1                  |
| 590946 - | 2012 YK17                | 23 dicembre 2012  | Pan-STARRS 1                  |
| 590947 - | 2012 YO22                | 22 dicembre 2012  | Pan-STARRS 1                  |
| 590948 - | 2013 AU20                | 3 gennaio 2013    | CSS                           |
| 590949 - | 2013 AC24                | 6 gennaio 2013    | Mount Lemmon Survey           |
| 590950 - | 2013 AF30                | 27 settembre 2011 | Mount Lemmon Survey           |
| 590951 - | 2013 AA35                | 4 dicembre 2007   | Mount Lemmon Survey           |
| 590952 - | 2013 AU35                | 25 novembre 2011  | Pan-STARRS 1                  |
| 590953 - | 2013 AY48                | 7 gennaio 2013    | Pan-STARRS 1                  |
| 590954 - | 2013 AH58                | 6 gennaio 2013    | Spacewatch                    |
| 590955 - | 2013 AH69                | 14 febbraio 2002  | Spacewatch                    |
| 590956 - | 2013 AY77                | 10 gennaio 2013   | Spacewatch                    |
| 590957 - | 2013 AY82                | 11 dicembre 2012  | Spacewatch                    |
| 590958 - | 2013 AU88                | 14 gennaio 2013   | ESA OGS                       |
| 590959 - | 2013 AD90                | 13 dicembre 2010  | Mount Lemmon Survey           |
| 590960 - | 2013 AN90                | 15 gennaio 2013   | Holmes, R.                    |
| 590961 - | 2013 AS91                | 6 luglio 2005     | Spacewatch                    |
| 590962 - | 2013 AB93                | 11 febbraio 2004  | Spacewatch                    |
| 590963 - | 2013 AH94                | 17 febbraio 2001  | AMOS                          |
| 590964 - | 2013 AM95                | 8 dicembre 2012   | Spacewatch                    |
| 590965 - | 2013 AW97                | 5 gennaio 2013    | Mount Lemmon Survey           |
| 590966 - | 2013 AM98                | 6 gennaio 2013    | Mount Lemmon Survey           |
| 590967 - | 2013 AT101               | 4 gennaio 2013    | Spacewatch                    |
| 590968 - | 2013 AV101               | 29 agosto 2006    | LUSS                          |
| 590969 - | 2013 AQ103               | 5 gennaio 2013    | Mount Lemmon Survey           |
| 590970 - | 2013 AO106               | 10 gennaio 2013   | Pan-STARRS 1                  |
| 590971 - | 2013 AE109               | 10 maggio 2005    | Buie, M. W., Wasserman, L. H. |
| 590972 - | 2013 AC112               | 5 gennaio 2013    | Spacewatch                    |
| 590973 - | 2013 AN112               | 18 dicembre 2003  | Spacewatch                    |
| 590974 - | 2013 AG117               | 12 marzo 2003     | NEAT                          |
| 590975 - | 2013 AK122               | 2 aprile 2002     | NEAT                          |
| 590976 - | 2013 AE124               | 4 gennaio 2013    | Spacewatch                    |
| 590977 - | 2013 AN129               | 8 aprile 2003     | Spacewatch                    |
| 590978 - | 2013 AW129               | 20 ottobre 2012   | Mount Lemmon Survey           |
| 590979 - | 2013 AS132               | 3 agosto 2008     | Siding Spring Survey          |
| 590980 - | 2013 AT132               | 4 gennaio 2013    | Mount Lemmon Survey           |
| 590981 - | 2013 AC133               | 29 ottobre 2010   | Mount Lemmon Survey           |
| 590982 - | 2013 AP133               | 12 novembre 2010  | Mount Lemmon Survey           |
| 590983 - | 2013 AN134               | 16 settembre 2009 | Spacewatch                    |
| 590984 - | 2013 AR134               | 1 settembre 2005  | Spacewatch                    |
| 590985 - | 2013 AZ136               | 9 gennaio 2013    | Spacewatch                    |
| 590986 - | 2013 AB141               | 27 marzo 2003     | NEAT                          |
| 590987 - | 2013 AO142               | 4 gennaio 2013    | Cerro Tololo-DECam            |
| 590988 - | 2013 AE146               | 4 gennaio 2013    | Cerro Tololo-DECam            |
| 590989 - | 2013 AN148               | 23 novembre 2006  | Spacewatch                    |
| 590990 - | 2013 AF161               | 20 gennaio 2013   | Mount Lemmon Survey           |
| 590991 - | 2013 AQ161               | 20 gennaio 2013   | Mount Lemmon Survey           |
| 590992 - | 2013 AU163               | 21 ottobre 2006   | Spacewatch                    |
| 590993 - | 2013 AF164               | 4 gennaio 2013    | Cerro Tololo-DECam            |
| 590994 - | 2013 AU165               | 29 marzo 2008     | Mount Lemmon Survey           |
| 590995 - | 2013 AP168               | 4 gennaio 2013    | Cerro Tololo-DECam            |
| 590996 - | 2013 AD171               | 18 gennaio 2013   | Pan-STARRS 1                  |
| 590997 - | 2013 AF176               | 16 agosto 2009    | Spacewatch                    |
| 590998 - | 2013 AU185               | 4 febbraio 2009   | Mount Lemmon Survey           |
| 590999 - | 2013 AO188               | 14 gennaio 2013   | Pan-STARRS 1                  |
| 591000 - | 2013 AB189               | 5 gennaio 2013    | Mount Lemmon Survey           |